# Цигаль, Владимир Ефимович
Владимир Ефимович Цига́ль (4 (17) сентября 1917, Одесса — 4 июля 2013, Москва) — советский, российский скульптор, педагог. Народный художник СССР (1978). Лауреат Ленинской премии (1984), Сталинской премии первой степени (1950) и Государственной премии РСФСР имени Репина (1966).

## Биография
Родился 4 (17) сентября 1917 года в Одессе (ныне Украина).
В 1920-х годах жил в Пензе, где окончил школу № 1. В 1937—1942 годах учился в Государственном художественном институте имени В. И. Сурикова в Москве у В. Н. Домогацкого, А. Т. Матвеева.
Будучи студентом-дипломником, в 1942 году добровольцем ушёл на фронт. До 1944 года служил во флоте в качестве военного художника. Участвовал в высадке десанта в Новороссийск и Керчь, а также в других боевых операциях Черноморского и Балтийского флотов. В 1945 году Комитетом по делам искусств был командирован в Берлин для сооружения совместно с известным скульптором Л. Е. Кербелем памятников воинам Красной армии в Берлине, Зеелове, Кюстрине.
После увольнения продолжил обучение и в 1948 году защитил диплом, получив специальность скульптора. С 1947 года — участник всех всесоюзных и многих зарубежных художественных выставок. 
В историю отечественного искусства вошёл прежде всего как скульптор-монументалист. Первыми послевоенными монументальными работами скульптора стали бронзовый памятник А. С. Макаренко, созданный в 1952 году и установленный в Москве, и Н. A. Островскому. 
Пережитое на войне, нашедшее отражение в сохранившихся в архиве скульптора зарисовках — бесценных документах времени, предопределило одну из ведущих тем его творчества. Эта тема получила развитие прежде всего в произведениях монументального жанра. Память о павших в борьбе с фашизмом запечатлена в граните и бронзе сурового по своему духу Мемориала советско-польского боевого содружества (1967, Белоруссия). Композиционно более сложными, согласованными во всех своих компонентах с ландшафтной средой, являются Монументы героям Гражданской и Великой Отечественной войн, сооружённый в 1972—1982 годах в Новороссийске.
На месте бывшего концлагеря Маутхаузен в Австрии весной 1963 года в Международный день освобождения узников фашистских концлагерей скульптором создан памятник генерал-лейтенанту Дмитрию Карбышеву. Памятник Д. Карбышеву установлен и в Москве. В Москве и Баку воздвигнуты монументы разведчику Рихарду Зорге (1985).
Особыми работами являются портреты современников, близких. Среди них — композитор Дмитрий Кабалевский (1967), дети Татьяна и Александр (1960).
За свой полувековой творческий путь спроектировал и установил 44 памятника, посвящённых выдающимся событиям и деятелям, среди которых, помимо вышеупомянутых: В. И. Ульянову-Ленину в Казани и Ульяновске (1953—1954), Герою Советского Союза Фёдору Полетаеву в Рязани (1971), Хо Ши Мину в Москве (1990), скульптору Николаю Томскому в Москве. Он является также автором бронзовой скульптуры Георгия Победоносца, установленной в Кремле на куполе Сенатского дворца.
Работы скульптора находятся в собраниях многих музеев в стране и за рубежом, в том числе в Государственной Третьяковской галерее, Центральном музее Вооружённых сил.

Могила В. Е. Цигаля на Новодевичьем кладбище в Москве

Владимир Ефимович любил путешествовать. Начиная с 1956 года совершил творческие поездки более чем в 50 стран, в том числе в Италию, Францию, США, Великобританию, Нидерланды, Португалию, Японию, Индию, Непал, Вьетнам. Его персональные экспозиции состоялись в Польше, Чехословакии, Болгарии, Венгрии, Австрии, Марокко. В некоторых странах он жил и работал.
Руководитель творческой мастерской АХ СССР (с 1991).
Автор книги «Не переставая удивляться. Записки скульптора» (М., 1986).
В свободное время увлекался рыбалкой, хотя времени на это чаще всего не хватало. Среди других пристрастий было — чтение, особенно книг и статей о жизни интересных людей.
Член Союза художников СССР. Секретарь правления СХ СССР (1968—1973).
Член КПСС с 1952 года.
Ушел из жизни 4 июля 2013 года в Москве. Похоронен 9 июля на Новодевичьем кладбище в Москве, рядом с могилой скульптора, народного художника СССР Евгения Вучетича (5 участок)

### Семья
- Отец — Ефим Давидович Цигаль (1883—1948), инженер
- Мать — Адель Иосифовна Цигаль (1890—1936), домохозяйка
- Жена — Елизавета Васильевна Цигаль (1924—2014)
  - Сын — Александр Владимирович Цигаль (род. 1948), скульптор
    - Внучка — Мария Александровна Цигаль, дизайнер одежды
    - Внучка — Наталья Алексеевна Лопатникова, дизайнер

  - Дочь — Татьяна Владимировна Цигаль (род. 1951)
- Брат — Виктор Ефимович Цигаль (1916—2005), художник
  - Племянник — Сергей Викторович Цигаль (род. 1949), художник-анималист

## Звания и награды

### Почётные звания
- Заслуженный художник РСФСР (1961) — за заслуги в области советского изобразительного искусства[2]
- Заслуженный деятель искусств РСФСР (1965) — за заслуги в развитии советского изобразительного искусства[3]
- Народный художник РСФСР (1968) — за заслуги в развитии советского изобразительного искусства[4]
- Народный художник СССР (1978) — за большие заслуги в развитии советского изобразительного искусства[5]
- Действительный член Академии художеств СССР (1978)
- Действительный член Киргизской академии художеств (1998)

### Государственные награды Российской Федерации и СССР
- Орден Отечественной войны II степени (1985) — за храбрость, стойкость и мужество, проявленные в борьбе с немецко-фашистскими захватчиками, и в ознаменование 40-летия победы советского народа в Великой Отечественной войне 1941—1945 годов
- Орден Трудового Красного Знамени (1987) — за заслуги в развитии советского изобразительного искусства и в связи   с семидесятилетием со дня рождения[6]
- Орден Дружбы народов (1993) — за большой вклад в развитие изобразительного искусства, укрепление международных культурных связей и плодотворную педагогическую деятельность[7]
- орден Почёта (2002) — за большой вклад в развитие отечественного изобразительного искусства[8]
- Орден «За заслуги перед Отечеством» IV степени (2007) — за большие заслуги в развитии отечественного изобразительного искусства и многолетнюю творческую деятельность[9]
- Орден «За заслуги перед Отечеством» III степени (2012) — за большой вклад в развитие отечественного изобразительного искусства и многолетнюю творческую деятельность[10]
- Медали, в том числе:

Медаль «За отвагу» (1943)
Медаль «За оборону Кавказа»
Медаль «За победу над Германией в Великой Отечественной войне 1941-1945 гг.»
Медаль «В ознаменование 100-летия со дня рождения Владимира Ильича Ленина»
Медаль «Ветеран труда»
 Поощрения Президента Российской Федерации 
- Благодарность Президента Российской Федерации (1997) — за большой вклад в отечественное изобразительное искусство[12]

### Премии
- Сталинская премия первой степени (1950) — за скульптурную фигуру «Ленин-гимназист» и за участие в создании скульптурных барельефов «В. И. Ленин и И. В. Сталин — основатели и руководители Советского государства»
- Государственная премия РСФСР имени И. Е. Репина (1966) — за памятник генерал-лейтенанту Д. М. Карбышеву в Маутхаузене (Австрия)[13]
- Ленинская премия в области литературы, искусства и архитектуры (1984) — за мемориальный комплекс «Героям гражданской и Великой Отечественной войны 1941-—1945 годов» в Новороссийске[14]
- Премия имени В. Е. Попкова (1996)
- Премия Мэрии Москвы в области литературы и искусства (1997) — за выдающиеся успехи в области театрального искусства режиссёрам — за создание скульптурной композиции «Георгий Победоносец», установленной на куполе здания Сената в Московском Кремле[15]

### Другое
- Золотая медаль АХ СССР (1963)
- Серебряная медаль имени М. Б. Грекова (1969)
- Медаль АХ СССР «Достойному» (2007).

### Ордена и звания иностранных государств
- Заслуженный деятель культуры Польши (1974)
- Орден Дружбы (Вьетнам) (1998) — за скульптурный портрет Хо Ши Мина[16]

## Произведения

### Портреты
- А. В. Суворов (1959, мрамор)
- И. М. Чайков (1965, бронза)
- М. А. Светлов (1965, бронза)
- Р. Кент (1967, мрамор)

### Памятники

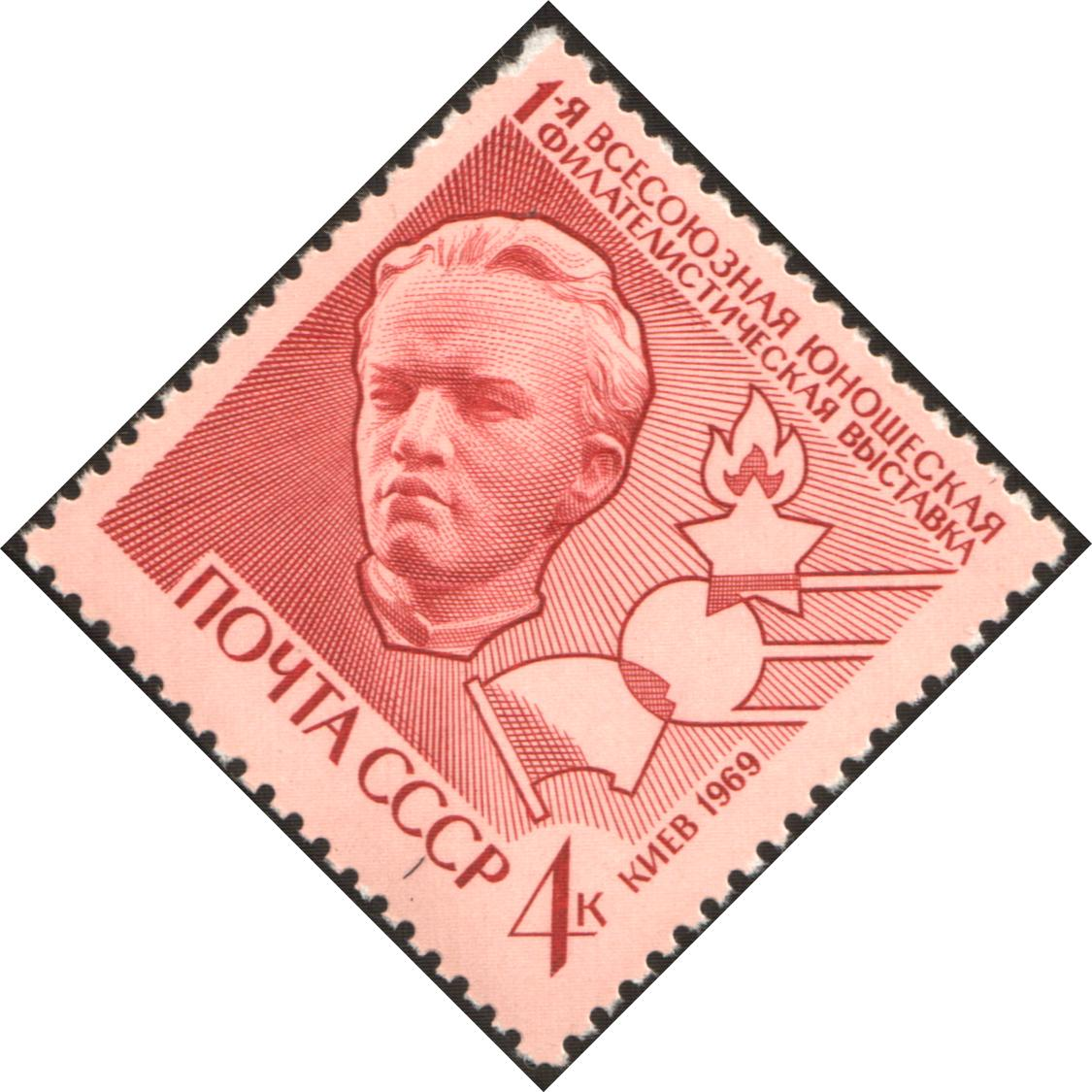
Марка СССР 1969 г. Изображён фрагмент памятника Володя Ульянов-гимназист (Ульяновск).

- Марка Почта СССР с изображением памятника «Ульянов-гимназист» (открыт в 1954 г., г. Ульяновск).Марка СССР 1969 г. Изображён фрагмент памятника Володя Ульянов-гимназист (Ульяновск).Памятник Владимиру Ульянову — гимназисту (открыт в 1954 г., Ульяновск)[17];

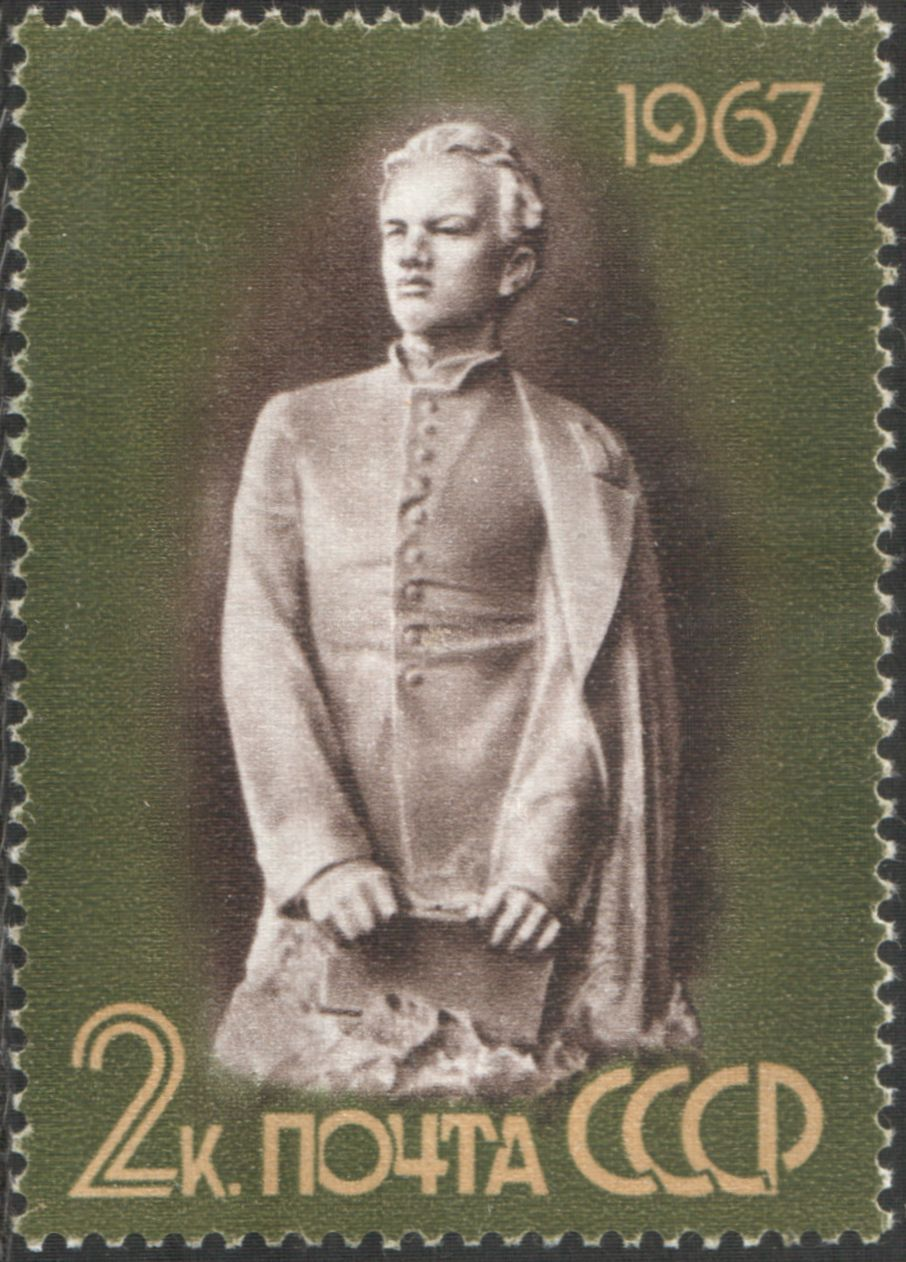
Марка Почта СССР с изображением памятника «Ульянов-гимназист» (открыт в 1954 г., г. Ульяновск).

- Памятник студенту Володе Ульянову (открыт в 1954 г., Казань)
- Герою Советского Союза генерал-майору авиации Н. А. Токареву (1957, Евпатория)[18]
- Генерал-лейтенанту А. И. Зыгину (1957, Полтава)
- Нилу Филатову (1960, Москва, сквер Девичьего поля)
- Д. М. Карбышеву (1962, Маутхаузен)
- Мусе Джалилю (1966, Казань)
- Мемориал советско-польского боевого содружества (1967, Белоруссия)
- Федору Полетаеву (1971, Рязань)
- Сергею Есенину (1972, Москва, Есенинский бульвар)
- Монументы героям Гражданской и Великой Отечественной войн (1972—1982, Новороссийск)
- Д. М. Карбышеву (1980, Москва)
- Рихарду Зорге (1981, Баку)[19]
- Рихарду Зорге (1985, Москва)
- Хо Ши Мину (1990, Москва)[16][20]
- Фритьофу Нансену (2002, Москва)

## Галерея

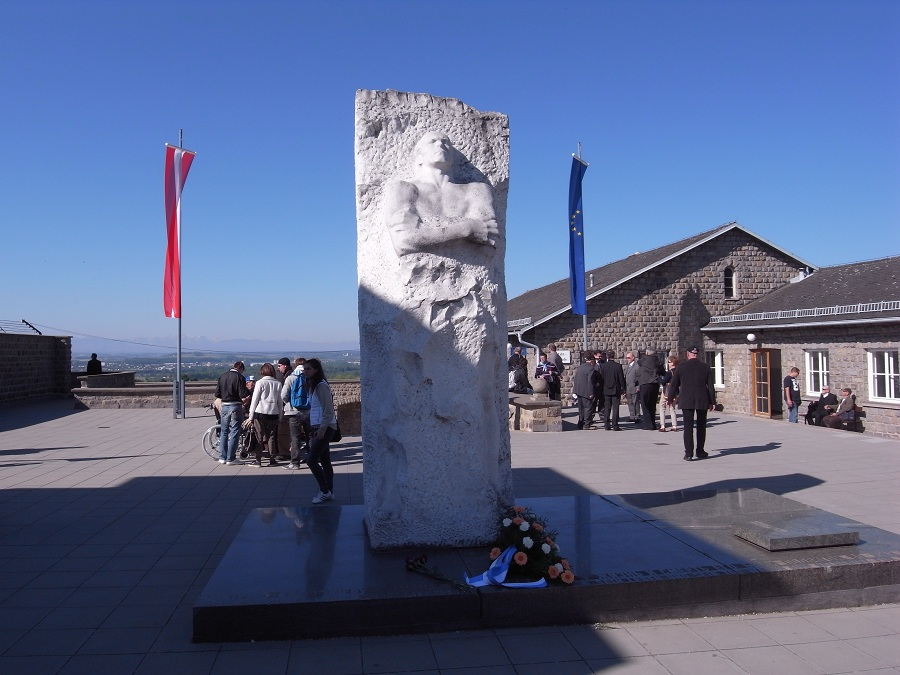
Памятник генералу Д. М. Карбышеву на территории бывшего концентрационного лагеря Маутхаузен, Австрия
Памятник Рихарду Зорге в Баку
Памятник Хо Ши Мину в Москве
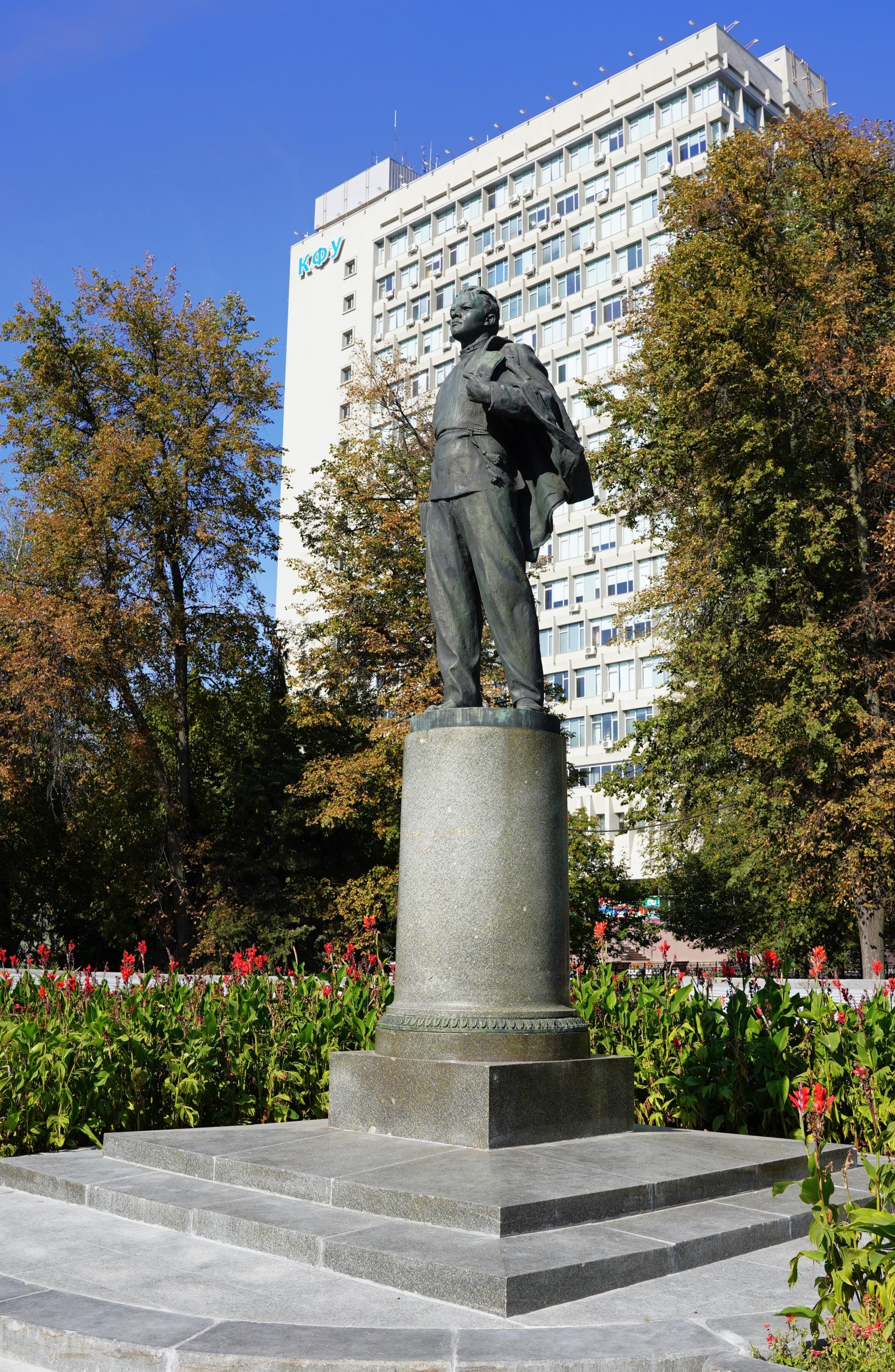
Памятник студенту Володе Ульянову (открыт в 1954 г., г. Казань).